# ヴィットリア (企業)

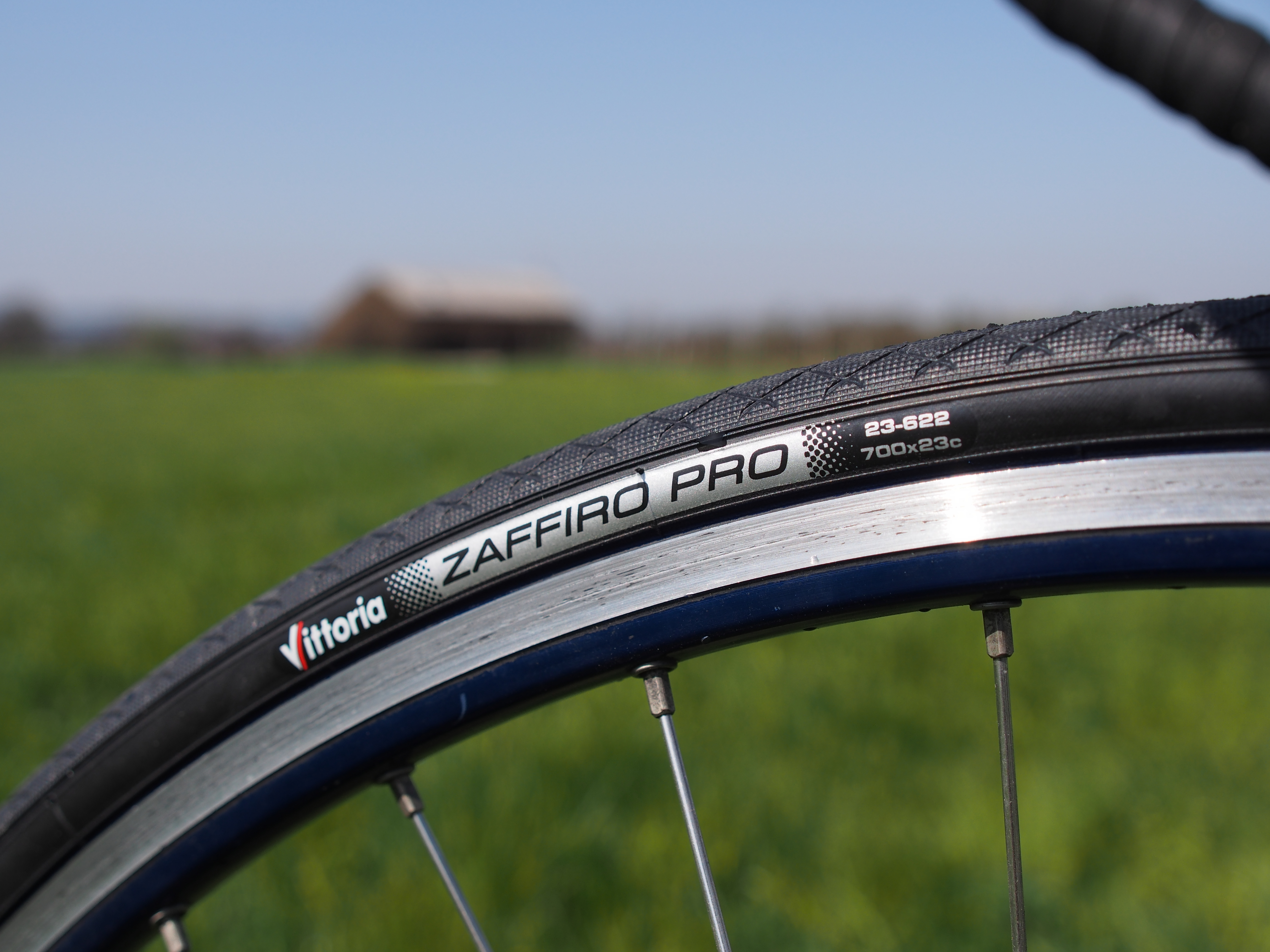
ロードバイク 用ヴィットリア ザフィーロ タイヤ

Vittoriaはイタリアの自転車用タイヤメーカーで1953に設立された。  
全世界で1000人以上の社員をかかえ、
ロードとマウンテンバイクタイヤを500万本生産している 
ロードレーサー用のタイヤにおいては、ドイツのコンチネンタルやフランスのミシュランとともに市場を寡占している大手である。Vittoria（ヴィットーリア）は、勝利の女神を意味する。